# Galda de Jos
Galda de Jos (en hongrois : Alsógáld, en allemand : Unterhanenberg) est une commune du județ d'Alba, Roumanie qui compte 4 516 habitants.
La commune est composée de 11 villages : Benic, Cetea, Galda de Jos, Galda de Sus, Lupșeni, Măgura, Mesentea, Oiejdea, Poiana Galdei, Răicani et Zăgriș.

## Démographie
D'après le recensement de 2011, la commune compte 4 516 habitants, en forte baisse par rapport au recensement de 2002 où elle en comptait 4 882.
Lors de ce recensement de 2011, 89.08 % de la population se déclarent roumains et 6.6% se déclarent hongrois (3.96 % ne déclarent pas d'appartenance ethnique).

## Politique
| Parti | Parti                                      | Sièges |
| ----- | ------------------------------------------ | ------ |
|       | Parti national libéral (PNL)               | 7      |
|       | Parti Mouvement populaire (PMP)            | 3      |
|       | Alliance des libéraux et démocrates (ALDE) | 1      |
|       | Parti social-démocrate (PSD)               | 1      |
|       | Union démocrate magyare de Roumanie (UDMR) | 1      |

## Galerie
|                                            |
| Église orthodoxe Nașterea Maicii Domnului. |

|                 |
| Ruines à Benic. |